# Museo de Antigua y Barbuda
El Museo de Antigua y Barbuda (en inglés: Museum of Antigua and Barbuda) es un museo en, Saint John, Antigua y Barbuda. Se encuentra en el Palacio de Justicia colonial, construido en 1747 en el sitio de la ciudad donde se encontraba en primer lugar el mercado, y es el edificio más antiguo todavía en uso en la ciudad. El museo muestra los artefactos Arawak y coloniales recuperados en las excavaciones arqueológicas en las islas. También cuenta con una réplica de tamaño natural de una casa Arawak, modelos de las plantaciones de azúcar, junto con la historia de la isla.